# Spath Crest
Spath Crest sind eine Gruppe bis zu 1450 m hoher und felsiger Berggipfel im ostantarktischen Coatsland. In der Shackleton Range ragen sie in den Read Mountains auf und markieren das nordwestliche Ende der Du-Toit-Nunatakker.
Luftaufnahmen entstanden 1967 durch die United States Navy. Der British Antarctic Survey nahm zwischen 1968 und 1971 Vermessungen vor. Das UK Antarctic Place-Names Committee benannte die Gruppe am 5. Januar 1972 nach dem britischen Paläontologen Leonard Spath (1882–1957).